# The Wolfgang Press
The Wolfgang Press – brytyjski zespół działający od 1983 do 1995 roku. Do składu zespołu należeli: Michael Allen (wokalista), Mark Cox (instrumenty klawiszowe) oraz Andrew Gray (gitara elektryczna). Wydawcą grupy była wytwórnia 4AD.

## Dyskografia
Źródło: https://www.discogs.com/artist/211771-The-Wolfgang-Press
- The Burden Of Mules (1983)
- Scarecrow (1984)
- Water (1985)
- Sweatbox (1985)
- The Legendary Wolfgang Press and Other Tall Stories (1985)
- Standing Up Straight (1986)
- Big Sex (1987)
- Bird Wood Cage (1988)
- Queer (1991)
- Funky Little Demons (1994)
- Everything Is Beautiful (A Retrospective 1983-1995); (2001)